# 知立市コミュニティバス

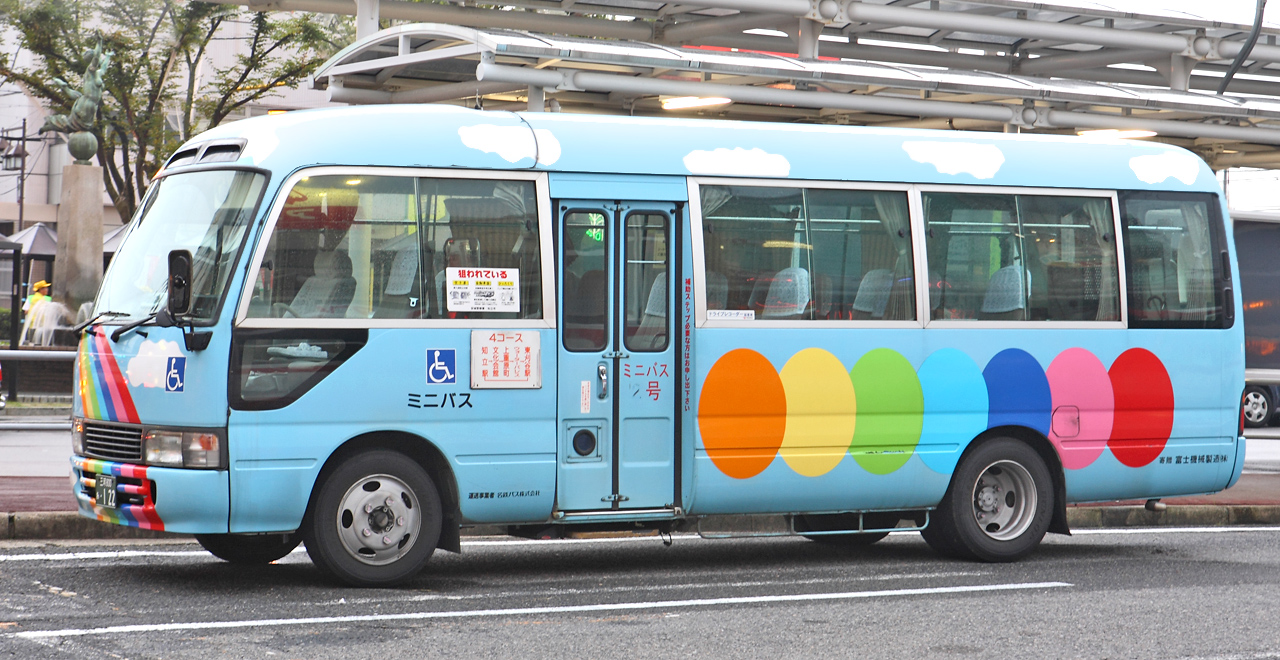
ミニバス2号車

知立市コミュニティバス（ちりゅうしコミュニティバス）は、愛知県知立市が2000年6月30日から運行しているコミュニティバスである。5コースが運行されており、名鉄バス株式会社に運行を委託している。

## 概要
知立市が富士機械製造から寄贈されたトヨタ・コースター2台を導入し、1号車を大興タクシー、2号車を名鉄バスに運行を委託していたが、2008年4月1日のダイヤ改正で新たに同社から寄贈された日野・ポンチョ2台を導入し4台に増車され、路線を拡大した。また、2011年10月1日のイエローコース新設に伴い、日野・ポンチョ2台と日野・リエッセ1台が導入され、トヨタ・コースターが置き換えられた。
愛称は「ミニバス」。運賃は1人100円（ただし小学生以下、身体障害者手帳・療育手帳・精神障害者保健福祉手帳所持者と付添人1名は無料）で、1か月1,000円の定期券も発売しており、正月3が日を除く毎日運行されている。車体色はコースの名称と同一になっている。
なお、2008年4月1日以降、1コースと4コースは従来の車両を継続して使用していたが、1コースで使用されていた旧1号車は緑色の塗装に変更された。なお、旧2号車を使用していた4コースのみ、放送機器が2009年まで名鉄バス仕様となっていた。

## 沿革
- 2000年6月30日 - 運行開始。当初は土曜・日曜運休。
- 2002年4月1日 - 一部コース変更。年末年始を除き毎日運行となる。
- 2004年4月1日 - 一部コース変更。
- 2008年4月1日 - 名鉄バス知立団地線廃止に伴い、コース・ダイヤ変更。
- 2009年4月1日 - 一部コース変更。
- 2010年1月4日 - 運行委託先を大興タクシーと名鉄バスから豊栄交通とオーワに変更。
- 2011年10月1日 - 運行委託先を大興タクシーに再度変更（全路線）。イエローコース新設。一部コース、ダイヤ変更。
- 2012年12月1日 - 一部コース変更。
- 2014年10月1日 - パープルコース、オレンジコース、ブルーコースの運行委託先を名鉄バスに再度変更し、同時にこれら3路線ではmanacaおよびTOICAなどの相互利用が可能な各種交通系ICカードが利用可能になる。また、全路線後ろ乗り前降り・運賃後払いとなる。

- 2020年10月1日 - グリーンコース、イエローコースの運行委託先を名鉄バスに再度変更し、大興タクシーが撤退。同時にこれら2路線でもmanacaおよびTOICAなどの相互利用が可能な各種交通系ICカードが利用可能になる[1]。

## 路線
全路線名鉄バス知立営業所に運行を委託している。2020年9月30日までグリーンコースとイエローコースは大興タクシーが運行を受託していた。
1コース（グリーンコース）
- 知立駅 → 宝町 → 逢妻町公民館 → 知立駅 → 知立幼稚園 → 富士病院 → 牛田駅北 → 市役所 → 中町 → 知立駅（福祉体育館は第1便と第2便が福祉体育館B、第3便以降は福祉体育館Aに停車）

2コース（パープルコース）
- 知立駅 → 山町 → 三河八橋駅 → 富士病院 → 牛田駅北 → 福祉の里八ツ田 → 市役所南 → 文化会館 → 宝3丁目 → 秋田病院 → 知立駅
- 知立駅 → 山町 → 三河八橋駅 → 富士病院 → 牛田駅北 → 福祉の里八ツ田 → 市役所南 → 文化会館入口 → 宝3丁目 → 秋田病院 → 知立駅（第1便と文化会館の休館日）

3コース（オレンジコース）
- 知立駅 → 東知立 → 市役所 → 福祉の里八ツ田 → 新林 → 東刈谷駅北口 → アピタ → 福祉の里八ツ田 → 弘法町 → 東知立 → 知立駅（通常ルート）
- 知立駅 → 市役所 → 福祉の里八ツ田 → 新林 → 東刈谷駅北口 → アピタ → 福祉の里八ツ田 → 知立駅（弘法命日の第1便から第6便の臨時ルート[注釈 1]）
- 知立駅 → 東知立 → 市役所 → 福祉の里八ツ田 → 新林 → 東刈谷駅北口 → アピタ → 福祉の里八ツ田 → 弘法町（臨時バス停） → 東知立 → 知立駅（弘法命日の第7便から第11便の臨時ルート[注釈 2]）

4コース（ブルーコース）
- 知立駅 → 秋田病院 → 文化会館 → 上重原町公民館 → 野田新町駅北口 → ウォーターパレスKC → アピタ → 市役所南 → 図書館北 → 秋田病院 → 知立駅
- 知立駅 → 秋田病院 → 文化会館入口 → 上重原町公民館 → 野田新町駅北口 → ウォーターパレスKC → アピタ → 市役所南 → 図書館北 → 秋田病院 → 知立駅（第1便、第2便と文化会館の休館日）

5コース（イエローコース）
- 知立駅 → 秋田病院 → 市役所 → 牛田駅南 → 知立団地高根 → 牛田駅南 → 市役所南 → 秋田病院 → 知立駅